# Ingolstadt–Kralupy–Litvínov-kőolajvezeték
Az Ingolstadt-Kralupy-Litvínov kőolajvezeték (IKL) Csehországot köti össze Németországgal.A csehek 1996-tól ezen a vezetéken kapnak nyugati irányból kőolajat, ezzel csökkent függésük az orosz kőolajtól, amely a Barátság kőolajvezetéken jut Közép-Európába. Az IKL és a Barátság éves maximum szállítókapacitása egyenként mintegy 10 millió tonna.
Az utóbbi vezetéken Csehország éves kőolajszükségletének mintegy kétharmadát szerzi be, az Ingolstadt-Kralupy-Litvínov vezetéken mintegy egyharmadát. (2005-ös adatok szerint az orosz importolaj 5,2 millió tonna, az IKL-import 2,7 millió tonna volt.) Az IKL a németországi Ingolstadtban az Alpokon túli kőolajvezetékkel (TAL) kapcsolódik össze, amely Triesztből szállít olajat.